# 左翼阵线 (西孟加拉)
左翼阵线（羅馬化：bamfront）是印度西孟加拉邦的一个左翼政党联盟。该联盟成立于1977年，曾于1977年—2011年在西孟加拉邦执政。2024年，该联盟和印度国民大会党的西孟加拉邦分支西孟加拉邦大会委员会组成更广泛的联盟：世俗民主联盟。

## 成员
- 印度共产党（马克思主义）
- 印度共产党
- 革命社会党
- 全印前进同盟
- 马克思主义前进同盟（英语：Marxist Forward Bloc）
- 印度革命共产党
- 印度布尔什维克党
- 印度工人党
- 革命孟加拉大会（英语：Biplobi Bangla Congress）

## 前成员
- 社会党
- 民主社会党（普拉博德·钱德拉）（英语：Democratic Socialist Party (Prabodh Chandra)）
- 印度共产主义革命联盟